# Refuge du Mont Thabor
Die Refuge du Mont Thabor ist eine Schutzhütte der Sektion Maurienne des Club Alpin Français im Cerces-Massiv, auf 2502 m Höhe in der Region Auvergne-Rhône-Alpes gelegen.

## Geschichte
Auf der Grande Traversée des Alpes (deutsch grosser Alpenüberquerung) und auf dem Fernwanderweg GR 5 war die Etappe zwischen Modane und dem Vallée Etroite (deutsch enges Tal) sehr lang, so dass die Notwendigkeit bestand, in dieser Etappe eine Schutzhütte zu errichten. Für die Errichtung war die Zustimmung der französischen Armee erforderlich, so dass der Bau erst 1979 möglich war.
Der ideale Platz für die Hütte wäre am Col de la Vallée Étroite gewesen, direkt an den Wanderwegen gelegen. Um Subventionen zu erhalten, war es jedoch erforderlich, die Hütte höher als 2.500 m zu errichten. Daher benötigt man 15 min von den Wanderwegen bis zur Hütte.
Die Hütte wurde am 22. Juni 1980 eingeweiht.

## Platzangebot
Während der bewirtschafteten Zeit bietet die Hütte Platz für 48 Wanderer, untergebracht in Schlafsälen zwischen 7 und 13 Betten. Sonst finden 30 Personen Quartier.
Im Sommer wird an der Hütte Wasser aus den Bergen aufgefangen, während es im Winter und Frühjahr entweder aus dem Tal hoch transportiert werden muss, oder es muss aus dem 5 min entfernten See Eis geholt und geschmolzen werden.

## Zugang
- Von Modane nach Valfréjus fahren und von dort dem Fernwanderweg GR 5 folgen (600 m Höhenmeter, 2 h)
- vom Parkplatz Granges durch das Vallée Etroite am Col de la Vallée Etroite vorbei (700 m Höhenmeter, 3 h)

## Wanderungen
Neben dem GTA und dem GR 5 erreicht man von der Hütte auch den GR 57 (Rundweg um den Mont Thabor, 85 km Länge).
Des Weiteren kann man von der Hütte erreichen:
- Col de la Roue (2541 m)
- Grat zwischen Col des Bataillères (2804 m) und Col des Roches (2836 m)
- Lac Rond und Lac Long (zwei Seen, 2510 m)
- Pointe des Sarrasins (2963 m)

## Skitouren
- Mont Thabor (3178 m), verschiedene Routen
- Grand Argentier (3046 m)
- Pointe des Sarrasins (2963 m)
- Cheval Blanc (3020 m)
- Gran Bagna (3080 m), verschiedene Routen
- Mounioz (2745 m)
- Pointe Balthazar (3153 m), verschiedene Routen
- Pointe de Terre Rouge (3080 m)
- Pointe des Roches (3014 m)
- Roche Bernaude (3222 m)

## Aufstiegsmöglichkeiten
- Mont Thabor (3178 m), zwei verschiedene Routen auf der Nordflanke
- Pic du Thabor (3207 m) über die West- oder die Südflanke
- Grand Séru (2888 m)

## Klettermöglichkeiten
- Cheval Blanc (3020 m), verschiedene Routen
- Rocher de Pra Dieu (2390 m), verschiedene Routen